# Du mộc
Du mộc (danh pháp hai phần: Cassine glauca) là một loài thực vật có hoa trong họ Dây gối. Loài này được (Rottb.) Kuntze mô tả khoa học đầu tiên năm 1891.